# Тукупіта
Тукупіта (ісп. Tucupita) — місто у Венесуелі, адміністративний центр штату Дельта-Амакуро.

## Географія
Розташовується на північному сході країни у дельті Ориноко.

### Клімат
Місто знаходиться у зоні, котра характеризується кліматом тропічних саван. Найтепліший місяць — вересень із середньою температурою 27.4 °C (81.3 °F). Найхолодніший місяць — січень, із середньою температурою 25.5 °С (77.9 °F).
| Клімат Тукупіти         | Клімат Тукупіти | Клімат Тукупіти | Клімат Тукупіти | Клімат Тукупіти | Клімат Тукупіти | Клімат Тукупіти | Клімат Тукупіти | Клімат Тукупіти | Клімат Тукупіти | Клімат Тукупіти | Клімат Тукупіти | Клімат Тукупіти | Клімат Тукупіти |
| Показник                | Січ.            | Лют.            | Бер.            | Квіт.           | Трав.           | Черв.           | Лип.            | Серп.           | Вер.            | Жовт.           | Лист.           | Груд.           | Рік             |
| Середня температура, °C | 25,5            | 25,7            | 26,2            | 26,9            | 27,1            | 26,7            | 26,8            | 27,2            | 27,4            | 27,4            | 26,8            | 25,9            | 26,6            |
| Норма опадів, мм        | 92.4            | 40.6            | 42              | 63.4            | 124.8           | 201.5           | 218             | 168.2           | 97.1            | 89.6            | 114.7           | 110.9           | 1363.2          |
| Днів з опадами          | 16,4            | 10              | 9,2             | 9,6             | 16,2            | 22,2            | 22,8            | 19,6            | 12,3            | 12,3            | 15,8            | 18              | 184,4           |
| Вологість повітря, %    | 80.9            | 78              | 76.6            | 77.5            | 80.8            | 85.2            | 84.2            | 82.9            | 81.6            | 81.6            | 83.5            | 83.5            | 81.4            |
| ----------------------- | --------------- | --------------- | --------------- | --------------- | --------------- | --------------- | --------------- | --------------- | --------------- | --------------- | --------------- | --------------- | --------------- |
| Джерело: Weatherbase    |                 |                 |                 |                 |                 |                 |                 |                 |                 |                 |                 |                 |                 |